# Paula Barker
Paula Barker (née le 9 mai 1972) est une femme politique du parti travailliste britannique qui est députée de Liverpool Wavertree depuis 2019.
Avant l'élection, elle est une responsable syndicale Unison, coordinatrice régionale du Nord-Ouest ainsi que la dirigeante de sa branche gouvernementale locale à Halton, Cheshire.

## Jeunesse et éducation
Paula Barker est née au Sefton General Hospital de Wavertree, Liverpool. Son père meurt d'un cancer deux semaines avant son deuxième anniversaire, laissant sa mère l'élever seule. Elle fréquente le Holly Lodge Girls 'High School à West Derby, Liverpool.

## Début de carrière
Paula Barker travaille dans l'administration locale pendant près de 30 ans - depuis qu'elle a quitté l'école. Elle rejoint d'abord le conseil municipal de Liverpool dans le cadre d'un programme de formation des jeunes au département des ressources humaines. Peu de temps après, elle prend un poste permanent au sein du département Entretien et réparation des bâtiments. Le premier jour de son emploi, elle est allée trouver le représentant syndical et adhère à NALGO. 
Elle quitte finalement le conseil municipal de Liverpool pour une promotion au conseil voisin de Knowsley pour travailler dans les services à la clientèle où elle passe environ quatre ans. Vers 2001, elle rejoint le Halton Borough Council où elle devient progressivement plus active dans son syndicat UNISON. Elle occupe divers rôles dans sa section locale avant de devenir secrétaire de section, puis pendant les 5 dernières années avant son élection au Parlement, elle est la coordonnatrice régionale du Nord-Ouest pour UNISON ,,.
Pendant les trois années précédant sa victoire électorale, elle est également membre du comité exécutif du North West TUC (Trades Union Council).

## Carrière politique
Paula Barker vote pour Jeremy Corbyn dans ses deux campagnes à la direction. Elle est la première grande responsable syndicale à soutenir publiquement la première campagne à la direction de Jeremy Corbyn en 2015 .
Sa candidature pour être candidate travailliste à Liverpool Wavertree est soutenue par tous les principaux syndicats, y compris Unite et Unison . Elle est élue aux élections générales de 2019, remportant 31310 voix, soit 72,2% des voix .
Paula Barker prononce son premier discours le 4 février 2020. Elle y rend hommage à son prédécesseur et souligne la riche diversité de la circonscription de Liverpool Wavertree tout en soulignant également au secrétaire d'État au Logement, aux Communautés et aux Gouvernements locaux que ce sont les élus locaux qui savent ce qui est le mieux pour leurs circonscriptions .
Le 12 mars, Paula Barker parraine la proposition de loi présentée par le député Mike Amesbury (Weaver Vale) sur les modifications proposées à la loi sur les uniformes scolaires. Son discours au cours de ce débat a appelle tous les membres de tous les partis politiques à se rassembler pour modifier la loi afin de soutenir les parents et les tuteurs qui luttent pour faire face aux coûts croissants des uniformes scolaires; un problème affectant 1 enfant sur 3 vivant dans la pauvreté à Liverpool, Wavertree .
Elle est membre du Comité spécial de la justice au nom du Parti travailliste .